# کیسه چوپان
کیسه چوپان (نام علمی: Thlaspi arvense) نام یک گونه از سرده کیسه چوپان است.